# Histoire des Juifs à Mielec
L'histoire des Juifs à Mielec commence dès le XVIe siècle avec l'installation en ville de quelques marchands juifs, mais ce n'est qu'au XVIIIe siècle qu'une communauté est créée avec une synagogue, un mikvé (bain rituel) et un heder (école élémentaire). Au début du XXe siècle, les Juifs représentent plus de la moitié de la population de la ville. La communauté forte avant la Seconde Guerre mondiale de plus de 5 000 membres est anéantie pendant la Shoah.
Mielec (en yiddish: Melitz מעליץ-) est une ville de la voïvodie des Basses-Carpates, dans le sud-est de la Pologne. Elle est le chef-lieu du powiat de Mielec. Sa population s'élève actuellement à environ 60 000 habitants.
Depuis le premier partage de la Pologne en 1772 jusqu'en 1918, la ville fait partie de la monarchie autrichienne (empire d'Autriche, puis Autriche-Hongrie). Rattachée à la Pologne après la Première Guerre mondiale, la ville est envahie en 1939 par les Allemands dès le début de la Seconde Guerre mondiale. 

## Histoire de la communauté juive

### La communauté juive jusqu'au premier partage de la Pologne
La première mention de la présence de Juifs à Mielec date de 1573. Il est fait mention, selon le langage antisémite de l'époque que le Juif infidèle Izrael et sa femme Barbara ont des dettes envers Agnieszka Godziszowa. Plus tard, en 1601, un certain Mojżesz habitant Mielec acquiert une propriété à l'intérieur de l'enceinte de la ville. D'autres Juifs sont mentionnés comme vivant à Mielec comme Joachim en 1602, Lazare et Simonova dans les années 1640.  
Pendant le Déluge suédois (1665–1670), quarante familles juives locales sont tuées. Un recensement des Juifs effectué à des fins fiscales en 1662 indique que 20 personnes juives vivent à Mielec, sans compter les enfants et les personnes âgées. En 1676, elles ne sont plus que six, mais 12 familles juives vivent dans la ville voisine de Rzochów (maintenant un district de Mielec), où le premier habitant juif était arrivé en 1631. En 1676, 20 familles juives de Rzochów payent l'impôt par tête.
Initialement, les Juifs de Mielec et de Rzochów dépendent de la communauté juive d'Opatów. En 1757, le Conseil des Quatre Pays fixe le montant de la redevance annuelle que la communauté juive de Mielec doit payer à la communauté d'Opatów à 1 200 złotys. La première synagogue de Mielec, en bois, est érigée 1721, grâce notamment à un prêt de 300 zlotys accordé par le curé Sebastian Głębocki. Cette première synagogue sera détruite par le grand feu de 1865, qui a aussi réduit en cendre deux autres maisons de prière. Un heder (école élémentaire) ouvre en 1720, quand Abram Markowic se trouve à la tête de la communauté. En 1741, les Juifs locaux obtiennent le droit de vote aux élections municipales, de façon que les membres du conseil soient élus avec le consentement de toute la population et de toutes les synagogues. En 1765, la communauté juive de Mielec compte 914 membres: 585 à Mielec même et 94 à Rzochów. Parmi eux, il y a 12 tailleurs, trois chapeliers, trois boulangers, deux bijoutiers, cinq bouchers, trois shoḥatim (abatteurs rituels), quatre musiciens klezmorim et trois badchonim (comédiens – baladins). 

### Mielec sous la domination autrichienne
Mielec passe sous domination autrichienne en 1772. En conséquence, à partir de 1792 tous les enfants juifs doivent suivre des cours aux heders et à la Jüdisch-Deutsche Schule, école pour les Juifs avec une instruction en langue allemande. Un Beth Midrash en brique est construit en 1799 et la même année une synagogue en bois est érigée à Rzochów. La ville compte alors 1 008 Juifs constituant environ 34 % de la population totale.  
En 1777, les Juifs de Mielec paient une taxe de tolérance de 914 złotys, ce qui suggère que Mielec est la neuvième communauté par importance du territoire correspondant à la voïvodie des Basses-Carpates actuelle.
La communauté juive de Mielec est en grande majorité hassidique. Au début du XIXe siècle, le rabbin et tsadik (à partir de 1827) est Jacob Horowitz, fils du fameux tsadik Naftali Tzvi de Ropshitz, et ancien rabbin de Kolbuszowa.  Il occupera le poste jusqu'à sa mort en 1839. En 1846, la communauté compte 1 980 membres et 2 534 en 1870. Elle possède deux synagogues et emploie trois rabbins dont Judah Horowitz qui a repris le poste de chef-rabbin à la mort de son père et qui exercera jusqu'à son décès en 1879.     
À partir de 1867, les Juifs peuvent se faire élire lors des élections locales. Parmi les 24 conseillers municipaux, 8 sont juifs et sur les 8 dirigeants municipaux, 3 le sont. La situation est similaire lors des élections suivantes, et il arrive même que les Juifs soient plus nombreux au conseil. Les conseillers Marcus Horowitz, Marcus Kleinmann, Ozer Kanner, Markus Storch, Israel Reicher, Alter Blattberg, Akiwa Kleinmann, Henoch Nusbaum, Nathan Gross, Leisor Salpeter, Oscar Isenberg, Juda Köhn, Jozef Padawer, Israel Hermele, Beniamin Hermele, Chaim Klein, Mozes Aschhaim, Leisor Verstandig, Ascher Reich et Stanisław Schabus sont particulièrement actifs. Entre 1900 et 1901, M. Horowitz est adjoint au maire.    
En 1872, des émeutes anti-juives éclatent à Mielec pour des motifs économiques. La police locale ne parvenant pas à gérer la situation, des soldats seront finalement appelés pour calmer la situation. Un incident anti-juif similaire a lieu en 1895.

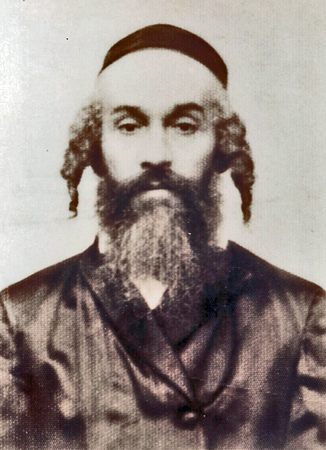
Le rabbin Menachem Mendel Horowitz (1883-1943)

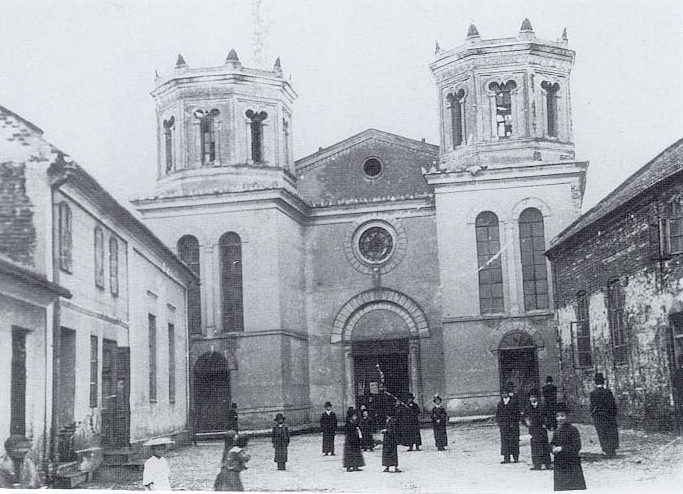
La synagogue en 1902

En 1881, Pinkas Kranz fonde un hospice pour les Juifs et les Chrétiens nécessiteux. En 1885, le Credit-Verein est créé avec à sa tête N. Schmirer. Une autre coopérative de crédit est fondée en 1892, dirigée par Natan Gross. Treize des 24 membres du conseil municipal sont juifs. À la fin du XIXe siècle, une nouvelle synagogue en brique est édifiée dans la rue Sandomierska avec deux tourelles, à l'emplacement de l'ancienne synagogue. Un abattoir cacher et un mikvé (bain rituel) sont situés juste à côté. Il y a 45 magasins à Mielec dont 41 appartiennent à des Juifs. En 1899, Abraham Juda Kurz ouvre la première imprimerie de la ville. En 1900, 3 993 Juifs sont membres de la communauté, dont 2 817 habitant la ville elle-même. La communauté dirige une école religieuse. Une autre école a été fondée par la fondation du baron Maurice de Hirsch. Naftali Horowitz assure la fonction de rabbin jusqu'à sa mort en 1915. Son fils Menachem Mendel Horowitz, né en 1883, lui succède. Il sera assassiné pendant la Shoah en 1943 à Radomyśl Wielki.
En 1905, 4 017 Juifs habitent Mielec, représentant 62% de la population totale. La même année Rachela Grau ouvre la première librairie juive de Mielec. En 1918, Salomon Weisser établit un fonds de charité pour aider les Juifs pauvres.

### De la Première à la Seconde Guerre mondiale
Dans les premiers jours de la Première Guerre mondiale, en 1914, le gouvernement municipal est suspendu et un commissaire de guerre est nommé. L'avocat juif Leyzor Salpeter devient membre du conseil consultatif du commissaire et participe également aux travaux du comité des citoyens des légions Piłsudski. Il en payera le prix par un emprisonnement de quatre ans en Russie. Le deuxième dirigeant juif de Mielec, Israel Hermele, devient membre du Comité national polonais, créé en 1914. Plusieurs jeunes Juifs sont appelés dans l'armée autrichienne et participent à la Première Guerre mondiale. 
Quand les troupes russes prennent la ville le 21 septembre 1914, les cosaques pillent les maisons et les magasins juifs. En 1915, les Russes se retirent de la ville et prennent plusieurs otages dont Israel Hermele qui ne retournera à Mielec qu'au début 1918. Après le retrait des Russes, la communauté juive forme un comité d'aide et ouvre une cuisine populaire pour soutenir les plus pauvres, aidée par la branche viennoise de l'Alliance israélite universelle. Le 4 et le 7 novembre 1918, les commerces juifs sont mis à sac par les paysans des villages environnants. L'un des policiers intervenants est tué dans l'incident. Le 1er mai 1919, une autre émeute antisémite éclate. Près de 4 000 personnes de la ville et de ses environs participent au pogrom. 14 magasins juifs et cinq appartements sont pillés. Huit Juifs tentant de défendre leur propriété sont blessés. Bien que des tentatives similaires de déclenchement d'émeute se produisent le 8 et le 15 mai, l'attitude ferme de la gendarmerie et de l'armée évite tout affrontement.  
En 1923, 3 020 Juifs et 2 415 Polonais vivent à Mielec. Cham Friedman est le président de la communauté pendant la période de l'entre-deux-guerres. Les Juifs de Mielec prennent une part active aux initiatives patriotiques polonaises. Un homme nommé Strauss sert dans les Légions polonaises sous le commandement de Józef Piłsudski, tandis que Lejzor Salpeter est membre des comités de citoyens dans les Légions. Plusieurs partis et organisations de jeunesse juifs sont actifs à Mielec: les sionistes religieux de Mizrahi; les orthodoxes d'Agoudat Israel; les socialistes sionistes du Poale Zion; le syndicat des travailleurs Histadrout; la jeunesse sioniste de gauche de l'Hashomer Hatzaïr; le mouvement de jeunesse sioniste Gordonia; le mouvement de la jeunesse sioniste révisionniste Betar; le mouvement de la jeunesse sioniste religieuse Bnei-Akiva; ainsi que le club de sport Maccabi fondé en 1919 avec son stade rue Kolbuszowska (plus tard rue Wolności), et qui fonctionnera jusqu'à la Seconde Guerre mondiale. En 1927, Chana Hermelowa ouvre une bibliothèque privée dans la ville.
En plus de l'école du Baron Hirsch fondée dans les années 1890, plusieurs établissements scolaires juifs ouvrent dans l'entre-deux-guerres: Un heder pour garçon est créé en 1920 et une école Bais Yaakov pour fille en 1921. En 1923, il y a 240 garçons et 173 filles qui étudient dans ces deux écoles. En 1919, une école du soir, affiliée au mouvement Tarbut accueille 104 enfants, garçons et filles, et en 1926 113 enfants. Le Safa Berura et Tarbut supervisent l'école, la librairie locale, la salle de lecture et les cours d'études juives et d'hébreu donnés par les organisations sionistes. Les écoles élémentaires publiques accueillent 800 enfants juifs et plusieurs douzaines d'étudiants juifs suivent les cours des écoles secondaires publiques. Un petit pourcentage des élèves poursuivent leurs études dans le prestigieux lycée de Mielec.

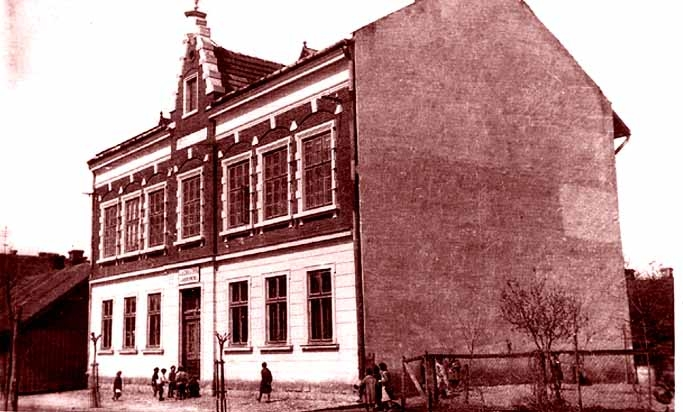
L'école du baron Maurice de Hirsch
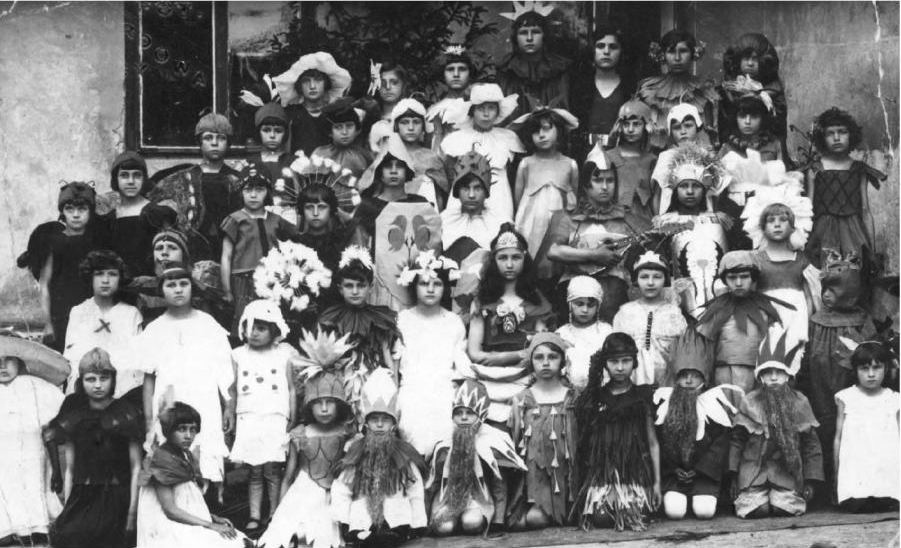
Songe d'une nuit d'été de Shakespeare interprété par les filles de l'école Baron de Hirsch en 1929
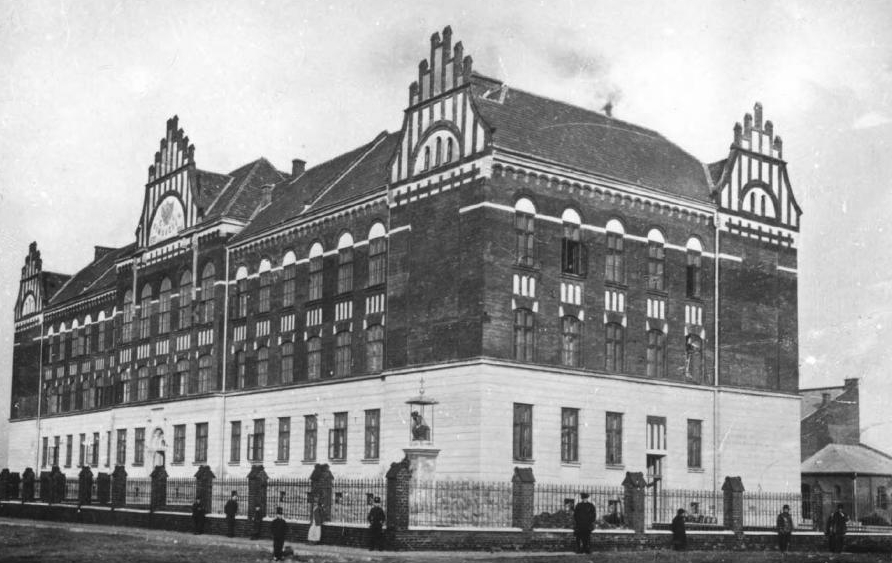
Le lycée de Mielec
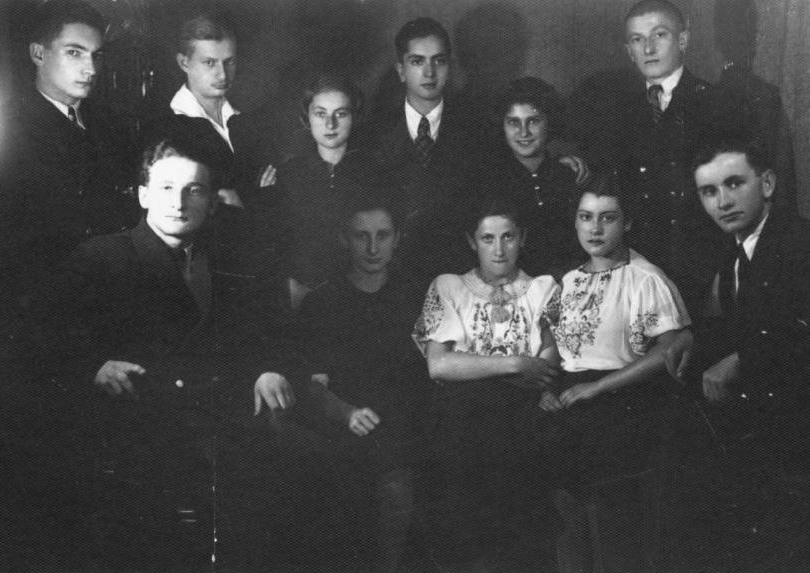
Les étudiants juifs du lycée de Mielec.jpg

En 1927, les conseillers municipaux juifs participent activement à la gestion de la ville: Leisor Verstandig (président de la communauté juive), Beniamin Hermele, Israel Hermele, Leisor Salpeter, Elias Reich, Joseph Padawer, Alexander Stempler, Oscar Isenberg, Markus Horowitz, Mozes Aschhaim, Alter Fortgang, Tobias Ehrenreich, Juda Kohn, Efraim Semmel, Israel Berger, Beniamin Berger, Chaim Keller, Hersch Tannenbaum, Leisor Kartagener, Leib Blatberg, Chaim Hermele, Psachie Honig, Markus Neuman, Leib Schreier, Joachim Taffler, Samuel Weksler, Süssel Schmidt, Alexander Atlas, Herman Seiden, Shulim Blattberg, Chaim Friedman (représentant les Juifs orthodoxes), Joseph Fink et Sigmund Neustein. Parmi les notabilités juives, on peut citer: les médecins Emil Czortkower, Oskar Donner, Salomon Kaufman et Norbert Obrowicz, les avocats A. Atlas, J. Fink, O. Isenberg, Z. Neustein, L. Salpeter et J. Taffler, le juge N. Pohorylec ainsi que les professeurs du lycée et de l'école secondaire S. Konarski: Adolf Brenner (religion, gymnastique, travaux manuels), Reisel Blattberg (langue allemande), Joel Leib Czortkower (mathématiques, physique, langue allemande), Jehuda Glücksman (religion) et Joachim Metallman (langue allemande, géographie, histoire, psychologie, biologie, physique avec chimie).
Dans les années 1930, les Juifs de Mielec commencent à quitter la ville en grand nombre. Dans les années 1937-1938, 691 Juifs quittent le district pour la Palestine, tandis que 1 555 autres partent pour l'Europe de l'Ouest et l'Amérique.  
Avant le déclenchement de la Seconde Guerre mondiale, 5 420 Juifs vivent à Mielec et 1 922 à Rzochów; parmi eux, se trouvent de nombreux réfugiés d'Allemagne, d'Autriche, de Tchécoslovaquie et de la ville libre de Dantzig.  

### La Seconde Guerre mondiale

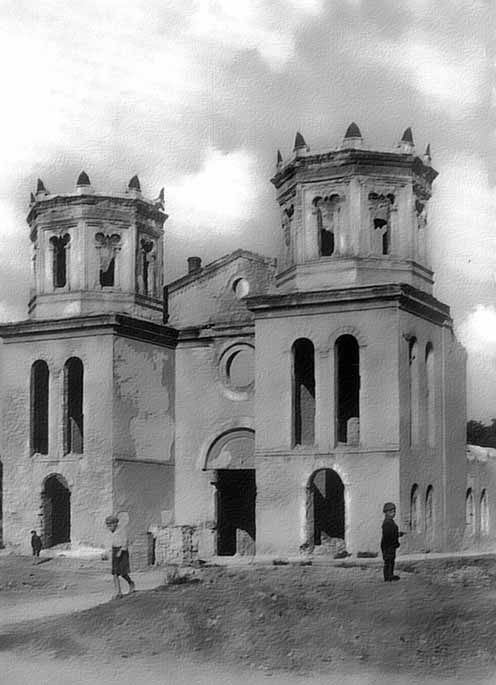
La synagogue après son incendie

Les Allemands prennent la ville le 9 septembre 1939, et dès le 13 septembre, la veille de la fête de Roch Hachana, le nouvel an juif 5749, les soldats allemands de la 8e division d'infanterie de l'armée du Sud et des membres du régiment « Germania » de la SS-Verfügungstruppe, assistés de quelques colons allemands locaux, incendient la synagogue, le mikvé et l'abattoir cacher en y brûlant vives 80 personnes venues préparer la fête. Tous ceux tentant de s'échapper sont abattus (le nombre de morts varie selon les sources entre 40 et 150). Le shohet (abatteur rituel) périt dans l'incendie, mais le rabbin réussit à s'échapper miraculeusement. 22 réfugiés juifs de Dąbrowa Tarnowska, Tarnów et Żabno sont fusillés à l'aéroport de Mielec-Berdechów. 
Ci-dessous le témoignage d'une habitante de Mielec, Berta Lichtig, déposé après la guerre:
« […] Ils [les Allemands] ont versé de l'essence sur la synagogue et y ont mis le feu, et les Juifs des bains publics et de l'abattoir ont été enfermés et brûlés, et ceux qui voulaient s'échapper ont été abattus et rejetés dans le feu. Puis ils se sont dispersés dans la ville, chassant les Juifs de leurs appartements. Les personnes récupérées étaient brûlées vives à l'abattoir. Les incendies ont été maintenus pendant deux jours, plusieurs maisons à proximité ont brûlé. Des images saintes sont apparues sur les maisons et les fenêtres des chrétiens. Le même jour, dans la soirée, un autre groupe SS a attrapé 20 jeunes, pour la plupart des universitaires, de diverses villes telles que: Dąbrowa Tarnowska, Żabno, Tarnów. C'étaient des garçons qui s'enfuyaient, et les Allemands les ont trouvés ici - ils les ont mis dans un camion et les ont emmenés à Berdechów (un village à 3 km de Mielec) et ils ont été abattus là-bas. L'un d'eux a survécu, qui, voyant ce qui se passait, s'est enfui, ils l'ont poursuivi et lui ont tiré dessus. Il s'est sauvé vers le paysan Gawryś, qui, le voyant poursuivi, l'a emmené et l'a caché dans un champ de maïs. Les cadavres de ses compagnons sont restés pendant deux jours, après quoi quelques Juifs ont pu quitter la ville, ont ramassé les cadavres et les ont enterrés »
Deux autres maisons de prière sont incendiées le même jour. Le 10 novembre 1939, les Allemands prennent un groupe de citoyens de la ville, dont trois Juifs, en otage. Le 28 novembre un Judenrat est créé et l'avocat Józef Fink est nommé par ordre du chef du Bureau principal de la sécurité du Reich président du Judenrat. Celui-ci reçoit l'ordre de payer des rançons périodiques, de procéder à des recensements de la population juive et de fournir quotidiennement des listes de travailleurs forcés.
Au printemps 1940, des groupes de jeunes Juifs arrivent à fuir et à traverser la rivière San pour rejoindre la zone soviétique. Vers la fin 1940 et au début de 1941, des réfugiés juifs des villes et villages alentour ainsi que de Cracovie arrivent à Mielec.   
En 1941, le ghetto de Mielec est créé. Tous les Juifs de la ville sont regroupés dans un quartier spécial de la ville sous surveillance allemande. Après l'invasion de l'Union soviétique par l'Allemagne nazie, 300 Juifs de Mielec sont emprisonnés dans le camp de travail forcé de Biesiadka et plus de 200 d'entre eux doivent abattre des arbres pour les sociétés allemandes Fisher et Müller. Environ 40 Juifs sont emprisonnés dans des sous-camps situés dans le hameau de Przyłęk Staszkówka et 30 femmes juives sont détenues dans le village de Smoczka distant de 3 kilomètres (et aujourd'hui intégré à Mielec). Des exécutions par un peloton d'exécution sont occasionnellement organisées dans les camps. Durant l'hiver 1943, le camp et ses sous-camps sont liquidés et tous les Juifs transportés vers une destination inconnue. 
La vie des Juifs pendant l'occupation allemande de 1939 à 1942

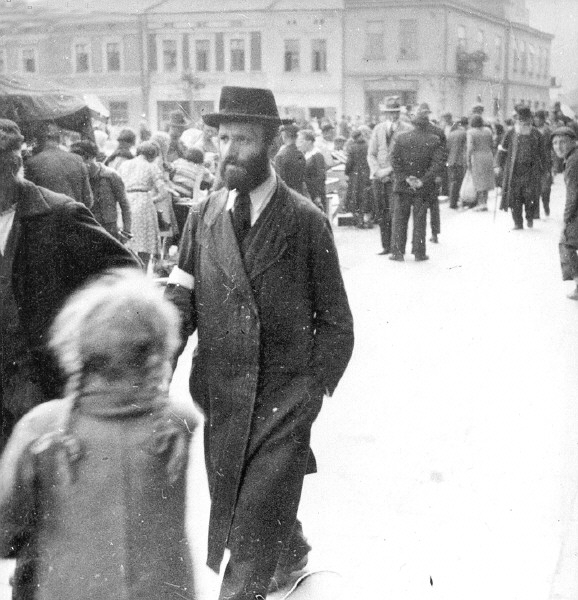
Juifs sur la place du marché de Mielec pendant la guerre
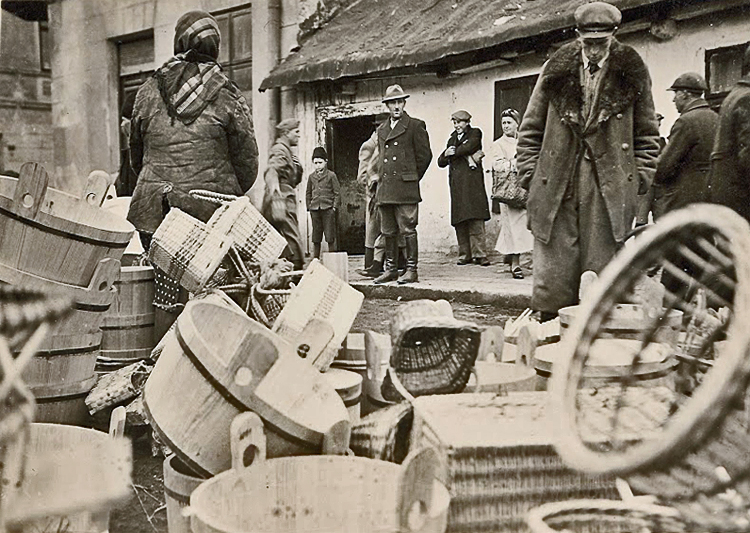
Le marché de Mielec en mars 1941
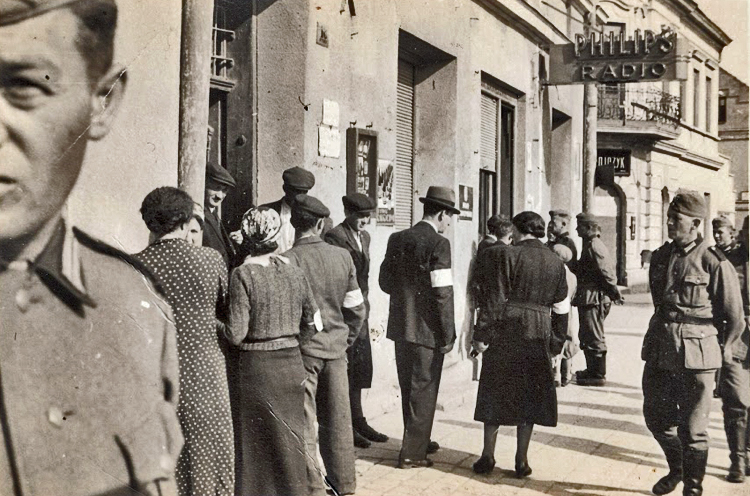
Juifs et soldats allemands le 9 septembre 1940
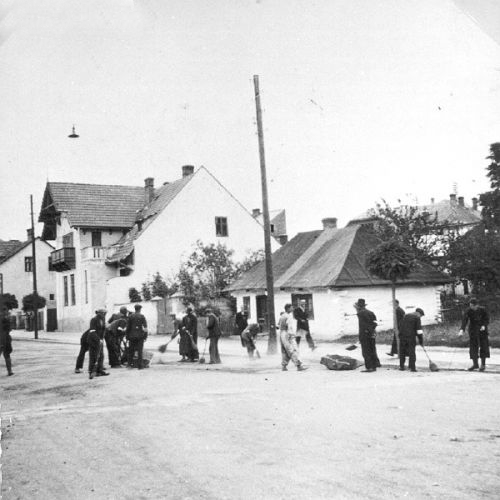
Juifs effectuant des travaux forcés
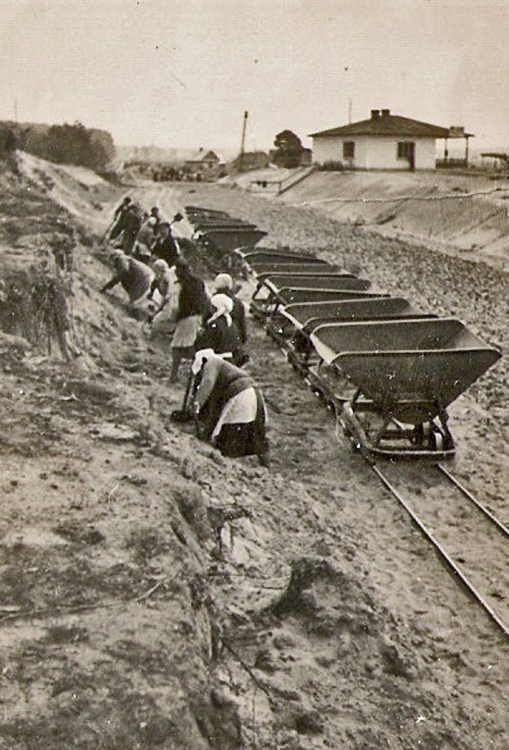
Femmes juives construisant une route en février 1940

À l'été 1941, sur ordre des autorités d'occupation allemandes toutes les pierres tombales (matzevot) du cimetière juif de la rue Kolejowa sont enlevées pour être utilisées à diverses fins de construction dans la région de Mielec.
Un autre camp de travail forcé est mis en place dans le village de Cyranka (aujourd'hui intégré à Mielec). 40 prisonniers y travaillent à l'abattage d'arbres et à des travaux de construction de routes. Début 1944, ils sont tous assassinés sur place y compris les membres de la police juive. 
Environ 100 Juifs sont détenus dans le camp de travail de Dębiaki. Ils travaillent à la construction de routes et de la ligne ferroviaire forestière reliant Mielec et Nowa Dęba. Au printemps 1944, ils sont renvoyés à Mielec et probablement tués.   
Un camp de travail forcé est établi dans la PZL Mielec (Société publique d'aviation de Mielec), convertie au printemps 1942 par les Allemands en Flugzeugwerk Mielec ou FWM. Le camp est officiellement une branche du camp de Płaszów. En mars 1942, environ 250 Juifs sont détenus dans le camp, dont 170 en provenance de Wielopole Skrzyńskie. Durant l'hiver 1942, de nombreux Juifs sont envoyés dans ce camp, dont la population augmente jusqu'à 2000. Le camp est liquidé en juillet 1944. À cette date, il totalise 2 000 prisonniers hommes et 300 femmes. Ils sont tous transportés à Wieliczka puis au camp de concentration de Flossenbürg en Allemagne. Les faibles et les malades sont abattus.    
L'opération Reinhard et la déportation des Juifs – mars 1942

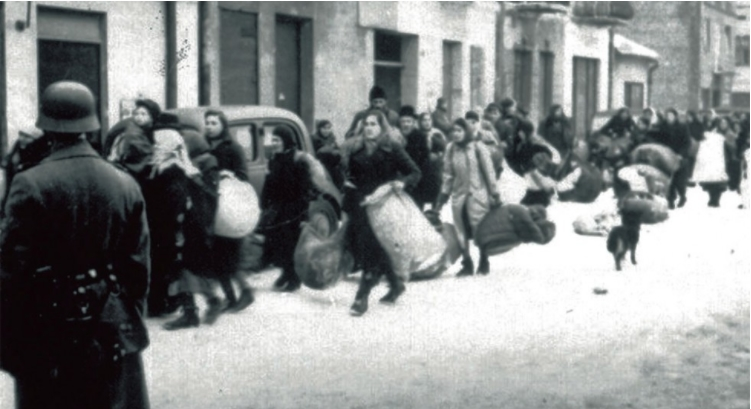
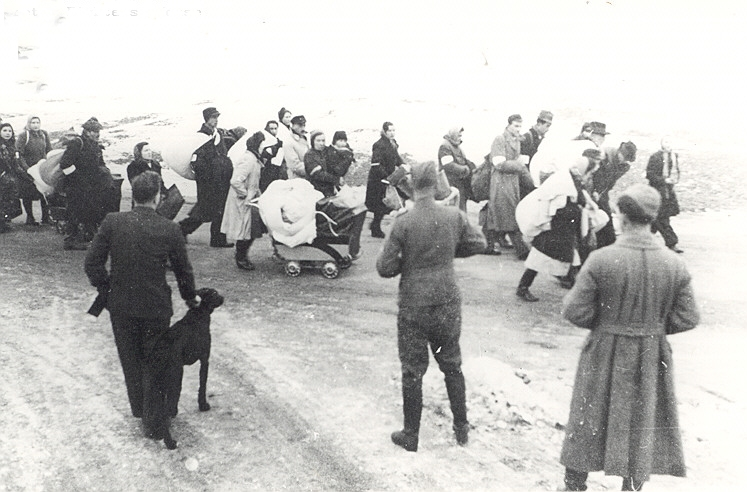
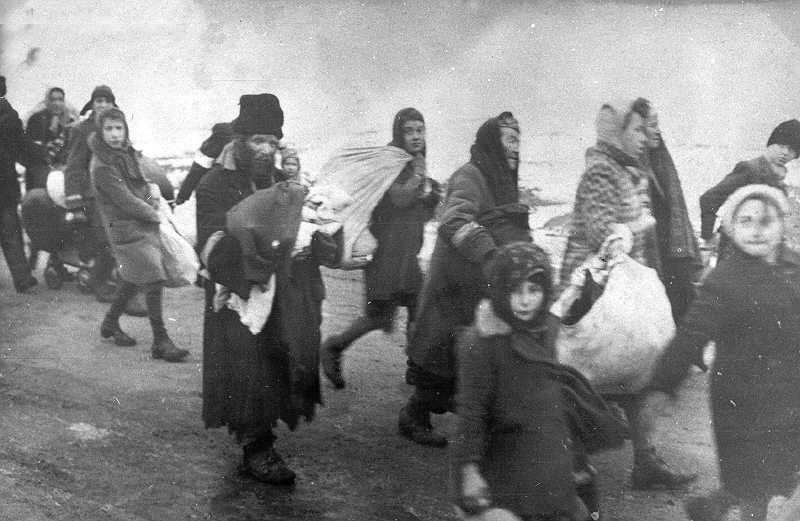
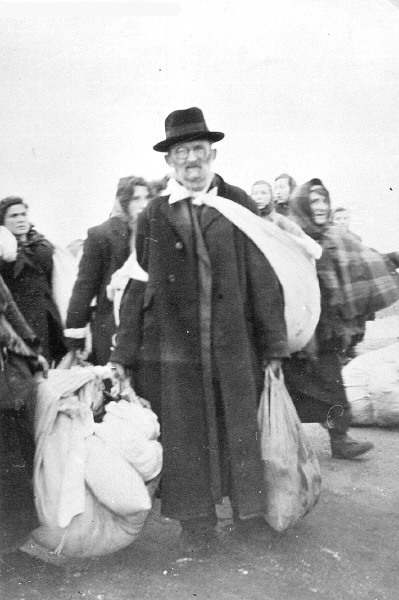
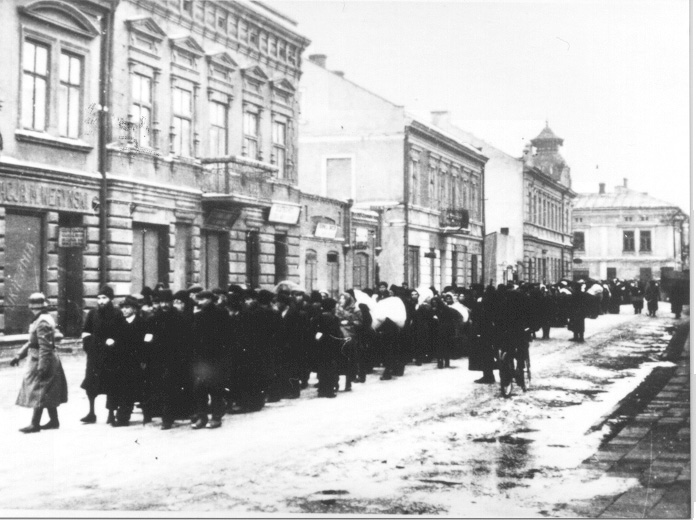
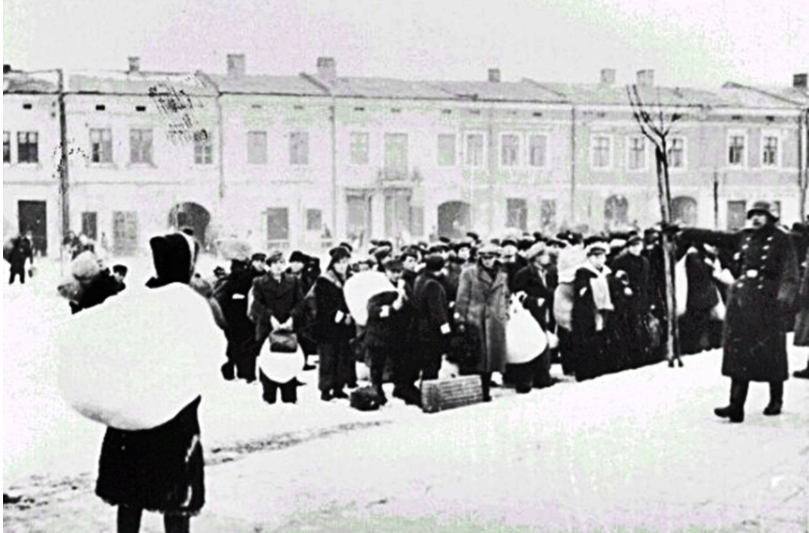

La dernière étape de l'extermination des Juifs de Mielec commence le 9 mars 1942 dans le cadre de l'action Reinhard. La Gestapo assassine près de 300 Juifs à Borek, un des districts de Mielec. Un total de 1 000 Juifs sont exécutés à différents endroits de la ville. Les Allemands commencent alors la déportation de la population juive restante. L'opération commence le 13 mars et va durer cinq jours. Les jeunes gens valides sont envoyés au camp de travail de Pustków, tandis qu'environ 500 Juifs sont transférés dans les ghettos de Bełz, de Biała Podlaska, de Dubienka, de Włodawa, Krasnystaw, de Międzyrzecz et de Parczew puis pour la plupart vers le centre d'extermination de Bełżec. Mielec est la première ville du Gouvernement général à être déclarée Judenrein (nettoyée de ses Juifs).

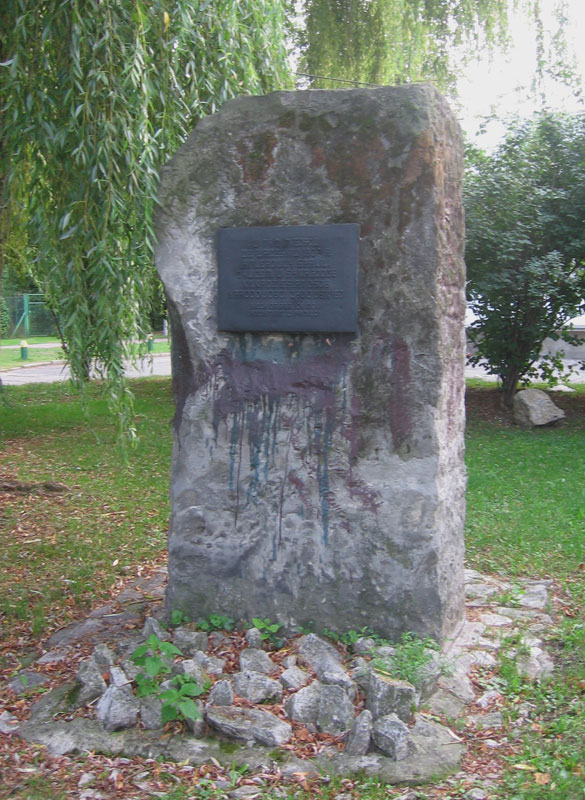
Mémorial à l'emplacement de la synagogue

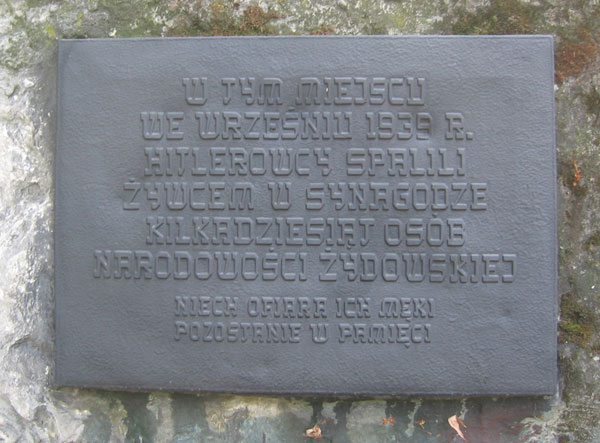
Plaque commémorative

### Après la Seconde Guerre mondiale
Le 6 août 1944, des troupes de la 5e armée de la garde soviétique et une partie de l'unité de l'armée de l'intérieur Heynal entrent dans Mielec abandonné par les Allemands.  
On estime qu'environ 300 Juifs de Mielec ont survécu à la Shoah. Après la guerre, 183 d'entre eux retournent dans la ville. Selon les registres, le 15 aout 1945, il y a 160 Juifs à Mielec. Mais à la fin de l'année suivante, il ne reste plus que 20 Juifs qui continuent à vivre en ville. Le départ de la majorité d'entre eux est le résultat du pogrom qui s'est déroulé le 25 octobre 1946.  
Un monument a été érigé au coin de la rue Lelewela, à l'endroit où se trouvait avant-guerre la synagogue et où des douzaines de Juifs furent brûlés vifs par les nazis, enfermés dans la synagogue.
Le monument porte les stigmates de nombreux actes de vandalisme, bien que les autorités locales essayent de le maintenir en bonne condition

## Évolution de la population juive
| Population juive à Mielec |                               |                 |                      |
| Année                     | Population totale de la ville | Nombre de Juifs | Pourcentage de Juifs |
| 1662                      | -                             | 20 familles     | - %                  |
| 1765                      | -                             | 914             | - %                  |
| 1799                      | 2 694                         | 1 008           | 37,4 %               |
| 1854                      | -                             | ~2 600          | - %                  |
| 1880                      | 4 981                         | 2 766           | 55,5 %               |
| 1900                      | 4 909                         | 2 819           | 57,4 %               |
| 1921                      | 5 599                         | 2 807           | 50,1 %               |
| 1939                      | ~9 800                        | 5 420           | ~55,3 %              |
| 1945                      | -                             | 106             | - %                  |
| 1946                      | 8 271                         | 20              | 0,2 %                |

## Personnalités juives nées à Mielec
- Isaac Balsam (1880-1945): fondateur de la première ferme de lait cacher aux États-Unis
- Nate Mack (1891-1965): financier américain, cofondateur de la Bank of Nevada et du  Temple Beth Sholom.